# Josip Andreis
Josip Andreis (Split, 19. ožujka 1909. - Zagreb, 16. siječnja 1982.) bio je hrvatski muzikolog i povjesničar glazbe. Svojim je radom postavio temelje moderne hrvatske muzikologije i glazbene historiografije.

## Obrazovanje i karijera
Diplomirao je romanistiku (talijanski i francuski jezik) na Filozofskom fakultetu u Zagrebu te nastavnički smjer na Muzičkoj akademiji. Privatno je studirao kompoziciju kod Ive Paraća. Svoju je profesionalnu karijeru započeo kao srednjoškolski profesor u Šibeniku, Herceg Novom i Splitu, a od 1948. do 1972. godine djelovao je kao profesor na Muzičkoj akademiji u Zagrebu.

## Znanstveni doprinos
Andreis je ostavio veliki trag u hrvatskoj muzikologiji kroz nekoliko ključnih područja:

### Muzikološka istraživanja
Posebno se istaknuo svojim studijama o značajnim hrvatskim glazbenicima, među kojima se ističu radovi o Ivanu Lukačiću (uključujući kritičko izdanje „Šesnaest moteta” iz 1970.), Ivi Paraću i Jakovu Gotovcu. Značajan je njegov doprinos istraživanju prvih hrvatskih glazbenih časopisa 19. stoljeća („Sv. Cecilija”, „Gusle”, „Muzika”).

### Glazbena estetika
Bio je jedan od začetnika glazbene estetike u Hrvatskoj, što je rezultiralo važnim djelima poput „Uvoda u glazbenu estetiku” (1944.) i „Vječnog Orfeja” (1968.).

### Povijest glazbe
Njegovo najznačajnije dostignuće je serija knjiga o povijesti glazbe, objavljivana u različitim izdanjima od 1942. do 1976. godine. „Povijest hrvatske glazbe”, objavljena u dva hrvatska i dva engleska izdanja između 1962. i 1982. godine, ostaje temeljno djelo hrvatske glazbene historiografije.

### Metodologija i pristup
Andreis je uveo znanstvene standarde u proučavanje glazbene povijesti od srednjeg vijeka do 20. stoljeća. Njegov pristup karakterizira:
- Zalaganje za ravnopravnost stilskih izbora i orijentacija
- Objektivnost u pristupu građi
- Premijerno predstavljanje izvaneuropskih glazbenih kultura i glazbe manjih europskih naroda hrvatskoj publici

## Priznanja i funkcije
- Redoviti član JAZU-a (danas HAZU)
- Predsjednik Hrvatskog društva skladatelja
- Dobitnik Nagrade grada Zagreba (1969.)
- Dobitnik Republičke nagrade za životno djelo (1975.)[3]
- Glavni urednik prvog izdanja Muzičke enciklopedije (2 sveska, 1958. - 1962.)
- Red Danice hrvatske s likom Marka Marulića (posmrtno)
- Po njemu se zove nagrada Hrvatskog društva skladatelja